# Bob-Weltmeisterschaft 1931
Die zweiten Bob-Weltmeisterschaften fanden am 31. Januar und 1. Februar 1931 auf der Wadeberg-Bobbahn im thüringischen Oberhof (Zweierbob) sowie am 10. und 11. Februar 1931 im Schweizer St. Moritz (Viererbob) statt.

## Ergebnisse

### Zweierbob
Die teilnehmenden Nationen durften höchstens zwei Mannschaften ins Rennen schicken. Fritz Beier, Skiponier aus Igls und süddeutscher Bobmeister des Vorjahres, konnte aus finanziellen Gründen nicht an den Weltmeisterschaften teilnehmen und wurde durch den Zweierbob Volckmar/Kaltenberger ersetzt. Der Bahnrekord wurde bei „wundervollem Winterweter“ während des dritten Laufes durch die Mannschaften Schweiz I und Deutschland II auf 1:50,7 Minuten verbessert. Weltmeister nach vier Läufen und somit Gewinner des „Ehrenpreises des Reichspräsidenten von Hindenburg“ wurde der deutsche Bob mit Hanns Kilian und Sebastian Huber. Insgesamt zehn Nationen, darunter auch England, nahmen am Wettbewerb teil.
| Platz | Land           | Sportler                          | Gesamtzeit          |
| ----- | -------------- | --------------------------------- | ------------------- |
| 1.    | Deutschland II | Hanns Kilian Sebastian Huber      | 7:34,2 min          |
| 2.    | Deutschland I  | Gerhard Fischer Leo Gemmer        | 7:37,3 min          |
| 3.    | Österreich II  | Hans Volkmar Anton Kaltenberger   | 7:38,1 min          |
| 4.    | Österreich I   | von Newlinski Hugo Weinstengl     | 7:41,1 min          |
| 5.    | Schweiz II     | Clavadetscher Sigg                | 7:49,0 min          |
| 6.    | Schweiz I      | Carl Feierabend Adalbert Odermatt | 7:59,1 min          |
| 7.    | Frankreich I   | Roger Amos Paul Amos              | 8:00,6 min          |
| 8.    | Frankreich II  | de Vibraye Balsam                 | 8:35,7 min          |
| 9.    | England I      | C.R. Outram R.Outram              | 8:45,1 min          |
| -     | Luxemburg I    | ?                                 | gestürzt im 1. Lauf |

### Viererbob
Die 1.600 Meter lange Kunstbobbahn („St. Moritzer Bobsleigh-Run“) wies ein durchschnittliches Gefälle von neun Prozent und einen Höhenunterschied von 120 Metern auf. Bereits acht Tage vor der Beginn der Weltmeisterschaft fanden die ersten offiziellen Trainingsläufe statt. Acht Nationen mit insgesamt 13 Mannschaften nahmen am Wettbewerb teil.
| Platz | Land                 | Sportler                                                                 | 1. Lauf | 2. Lauf | 1. Tag | 3. Lauf | 4. Lauf | Gesamtzeit |
| ----- | -------------------- | ------------------------------------------------------------------------ | ------- | ------- | ------ | ------- | ------- | ---------- |
| 1.    | Deutschland I        | Werner Zahn (St.) Robert Schmidt Franz Bock Emil Hinterfeld              | 1:18,8  | 1:17,7  | 2:36,5 | 1:19,3  | 1:19,7  | 5:15,5 min |
| 2.    | Schweiz I            | René Fonjallaz (St.) Gustave Fonjallaz Nicolas Buchheim Gaston Fonjallaz | 1:18,7  | 1:18,6  | 2:37,3 | 1:19,5  | 1:19,4  | 5:16,3 min |
| 3.    | England II           | Dennis Field (St.) Patrick Coote Ralph Wallace Jack Newcombe             | 1:18,7  | 1:19,4  | 2:38,1 | 1:20,1  | 1:19,5  | 5:17,7 min |
| 4.    | Deutschland II       | Fritz Grau (St.)                                                         | 1:19,9  | 1:19,4  | 2:39,3 | 1:20,1  | 1:19,9  | 5:18,5 min |
| 5.    | Schweiz II           | Reto Capadrutt (St.)                                                     | 1:19,5  | 1:18,8  | 2:38,3 | 1:19,5  | 1:20,4  | 5:19,2 min |
| 6.    | Amerika I            | Heaton (St.)                                                             |         |         | 2:39,3 | 1:20,2  | 1:19,8  | 5:19,3 min |
| 7.    | Frankreich II        | Martin (St.)                                                             |         |         | 2:40,4 | 1:19,7  | 1:19,9  | 5:20,0 min |
| 8.    | Belgien I            | Lambert (St.)                                                            |         |         | 2:39,8 | 1:19,8  | 1:20,5  | 5:20,1 min |
| 9.    | Österreich I         | Hans Stürer (St.)                                                        |         |         | 2:41,2 | 1:20,4  | 1:20,4  | 5:22,0 min |
| 10.   | England I            | Martineau (St.)                                                          |         |         | 2:40,6 | 1:20,3  | 1:21,3  | 5:22,2 min |
| 11.   | Königreich Italien I | Prinz von Bourbon (St.)                                                  |         |         | 2:43,4 | 1:21,9  | 1:21,1  | 5:26,4 min |
| 12.   | Belgien II           | René Lunden (St.)                                                        |         |         | 2:43,2 | 1:21,1  | 1:22,6  | 5:26,9 min |

## Medaillenspiegel
| Platz | Land                   | Gold | Silber | Bronze | Gesamt |
| ----- | ---------------------- | ---- | ------ | ------ | ------ |
| 1.    | Deutschland            | 2    | 1      | 0      | 3      |
| 2.    | Schweiz                | 0    | 1      | 0      | 1      |
| 3.    | Österreich             | 0    | 0      | 1      | 1      |
| 3.    | Vereinigtes Königreich | 0    | 0      | 1      | 1      |